# جوردن، شهرستان پورتج، ویسکانسین
جوردن (به انگلیسی: Jordan) یک منطقهٔ مسکونی در ایالات متحده آمریکا است که در شهرستان پورتیج، ویسکانسین واقع شده‌است. جوردن ۳۴۱٫۰۸ متر بالاتر از سطح دریا واقع شده‌است.